# Valckx & Van Kouteren
De Rotterdamsche Electrische Kerk- & Concertorgelfabriek Valckx & Van Kouteren & Co.'s was van 1923 tot 1959 een firma van orgelbouwers te Rotterdam, opgericht door Peter Gerardus Valckx (1893-1978) en Jan van Kouteren (1879-1953) en hun compagnons Hageman en De Haan.

## Geschiedenis
Alle vier kregen zij hun opleiding bij de Rotterdamse orgelbouwer Adriaan Willem Jacobus Standaart (1882-1958), die zelf leerling was van Michaël Maarschalkerweerd. In 1923 richtten zij hun eigen bedrijf op aan de Aelbrechtskade in het westen van Rotterdam.
Enkele van de eerste kerkorgels die zij leverden waren voor de Gereformeerde Gemeente in Nieuw-Helvoet, de Gereformeerde Kerk in Hellevoetsluis en de Hervormde Kerk in Oud-Alblas. De meeste van de door hen gebouwde orgels zijn uitgerust met een pneumatische of elektro-pneumatische tractuur. In 1929 vroegen zij een vergunning aan onder de Hinderwet.
Van Kouteren, die zijn compagnons wantrouwde, verliet de firma en keerde terug naar de orgelfabriek van A.W.J. Standaart, die echter in 1935 failliet ging. In 1959 werd het bedrijf overgenomen door de firma Pels in Alkmaar.

## Orgels (selectie)
| Kerk                         | Jaar | Plaats                 | Afbeelding | Bijzonderheden                                                                  |
| ---------------------------- | ---- | ---------------------- | ---------- | ------------------------------------------------------------------------------- |
| Hervormde kerk               | 1925 | Oud-Alblas             |            |                                                                                 |
| Koepelkerk                   | 1927 | Leeuwarden             |            | In 1970 vervangen door een orgel van Jos Vermeulen                              |
| Wilhelminakerk               | 1929 | Bussum                 |            | In 1998 vervangen door een orgel van Flentrop                                   |
| Josephkerk                   | 1929 | Leiden                 |            | Een van de oudste bestaande orgels van Valckx & Van Kouteren                    |
| Nassaukerk                   | 1931 | Amsterdam              |            |                                                                                 |
| Eben-Haëzerkerk              | 1932 | Hardinxveld-Giessendam |            | Afkomstig van de Hervormde kerk van Hengelo                                     |
| Pelikaankerk                 | 1932 | Leeuwarden             |            |                                                                                 |
| Zuiderkerk                   | 1932 | Assen                  |            |                                                                                 |
| Wilhelminakerk               | 1935 | Soest                  |            | Pijpwerk in 1970 verwerkt in nieuw orgel van Pels & Van Leeuwen                 |
| Dorpskerk                    | 1936 | Leerbroek              |            | Front ontworpen door Albert van Essen                                           |
| Gereformeerde kerk           | 1936 | Onderdendam            |            |                                                                                 |
| Zuiderkerk                   | 1936 | Emmen                  |            |                                                                                 |
| Gereformeerde kerk           | 1937 | Rottevalle             |            | In 1996 vervangen door een orgel van Jos Vermeulen                              |
| Pniëlkerk                    | 1938 | Scheveningen           |            | Front ontworpen door Bastiaan Willem Plooij                                     |
| Goede Herderkerk             | 1942 | Bedum                  |            |                                                                                 |
| Grote of Sint-Catharijnekerk | 1946 | Heusden                |            | In 1984 vervangen door het orgel van N.A. Lohman uit de Broederkerk van Zutphen |
| De Ark                       | 1952 | Berkel en Rodenrijs    |            | Orgel oorspronkelijk in de Putsepleinkerk                                       |

Adema · Gebroeders Van der Aa · Jacobus Armbrost · Bakker & Timmenga · Johann Bätz · Jonathan Bätz · Joseph Binvignat · Sander Booij · Martin Butter · Van Dam · Matthijs van Deventer · Geert Pieters Dik · Johannes Duyschot · Roelof Barentszn Duyschot · Bernhardt Edskes · Marten Eertman · Gerardus Elberink · Elbertse · Antoon van Elen · Flentrop · Dirk Flentrop · Heinrich Hermann Freytag · Rudolf Garrels · Justus Geerkens · Pieter Geerkens · Gradussen · Albertus van Gruisen · Willem van Gruisen · Nicolaas van Hagen · Willem Hardorff · Hendrik Hermanus Hess · Jan van den Heuvel · Jan Adolf Hillebrand · Albertus Antoni Hinsz · Bernard Petrus van Hirtum · Nicolaas van Hirtum · Cornelis Hoornbeek · Klop Orgels & Klavecimbels · Hermanus Knipscheer · Johan Frederik Kruse · Ernst Leeflang · Lohman · Jan van Loo · Michaël Maarschalkerweerd · Pieter Maarschalkerweerd · Abraham Meere · Roelf Meijer · Michaël Mercator · Carl Friedrich August Naber · Familie Niehoff · Cornelis van Oeckelen · Petrus van Oeckelen · Detlef Onderhorst · Pels & Van Leeuwen · Pereboom & Leijser · Elbert Pluer · Radersma · Joachim Reichner  · Reil · Cornelis Rogier · Mense Ruiter · Conradus Ruprecht II · Hans Wolff Schonat · Franciscus Cornelius Smits · Frans Casper Snitger · Johannes Stephanus Strümphler · Johannes Wilhelmus Timpe · Valckx & Van Kouteren · Kam & Van der Meulen · Henk Veeningen · Matthijs Verhofstadt · Vermeulen · Verschueren · Johannes Vollebregt · Jacobus Vollebregt · Van Vulpen · Christian Gottlieb Friedrich Witte · Johan Frederik Witte · Lodewijk Ypma · Jacobus Zeemans
Zuid-Nederlands orgelbouwer (voor 1830)